# Aeródromo de Maio
El Aeródromo de Maio (código IATA: SNE, código OACI: GVSN) es un aeropuerto situado en Cabo Verde gestionado por Aeroportos e Segurança Aérea (ASA) situado al norte de la Vila do Maio
Es un aeródromo de clase 3C, adecuada para los aviones del tipo ATR ideal para vuelos de cabotaje.

## Aerolíneas y destinos
| Ciudades por países | Nombre del aeropuerto                   | Aerolíneas     | Aeronaves  | Frecuencias semanales |        |
| África              | África                                  | África         | África     | África                | África |
| ------------------- | --------------------------------------- | -------------- | ---------- | --------------------- | ------ |
| Cabo Verde          |                                         |                |            |                       |        |
| Praia               | Aeropuerto Internacional Nelson Mandela | Binter CV TACV | ATR 72-500 |                       |        |

Datos actualizados a junio de 2017

## Estadísticas
Ver fuente y consulta Wikidata.